# Šerm na Letních olympijských hrách 1912
Šerm na Letních olympijských hrách 1912.

## Medailisté

### Muži
| Kategorie            | Zlato | Stříbro | Bronz |
| -------------------- | --- | --- | --- |
| Fleret - jednotlivci | Nedo Nadi · Itálie (ITA) | Pietro Speciale · Itálie (ITA) | Richard Verderber · Rakousko (AUT) |
| Kord - jednotlivci   | Paul Anspach · Belgie (BEL) | Ivan Osiier · Dánsko (DEN) | Philippe le Hardy de Beaulieu · Belgie (BEL)                                                                                           |
| Šavle - jednotlivci  | Jenő Fuchs · Maďarsko (HUN) | Béla Békessy · Maďarsko (HUN) | Ervin Mészáros · Maďarsko (HUN) |
| Kord - družstvo      | Belgie (BEL) · Paul Anspach · Henri Anspach · Robert Hennet · Orphile de Montigny · Jacques Ochs · François Rom · Gaston Salmon · Victor Willems | Velká Británie (GBR) · Edgar Seligman · Edgar Amphlett · Robert Montgomerie · Percival Dawson · Arthur Everitt · Sydney Mertineau · Martin Holt | Nizozemsko (NED) · Adrianus de Jong · Willem van Blijenburgh · Jetze Doorman · Leonardus Salomonson · George van Rossem ·              |
| Šavle - družstvo     | Maďarsko (HUN) · Jenő Fuchs · László Berti · Ervin Mészáros · Dezső Földes · Oszkár Gerde · Zoltán Ozoray Schenker · Péter Tóth · Lajos Werkner  | Rakousko (AUT) · Richard Verderber · Otto Herschmann · Rudolf Cvetko · Friedrich Golling · Andreas Suttner · Albert Bogen · Reinhold Trampler · | Nizozemsko (NED) · Willem van Blijenburgh · George van Rossem · Adrianus de Jong · Jetze Doorman · Dirk Scalongne · Hendrik de Jongh · |

### Přehled medailí
| Pořadí | Země                 | Zlato | Stříbro | Bronz | Celkově |
| ------ | -------------------- | ----- | ------- | ----- | ------- |
| 1.     | Maďarsko (HUN)       | 2     | 1       | 1     | 4       |
| 2.     | Belgie (BEL)         | 2     | 0       | 1     | 3       |
| 3.     | Itálie (ITA)         | 1     | 1       | 0     | 2       |
| 4.     | Rakousko (AUT)       | 0     | 1       | 1     | 2       |
| 5.     | Dánsko (DEN)         | 0     | 1       | 0     | 1       |
| 5.     | Velká Británie (GBR) | 0     | 1       | 0     | 1       |
| 7.     | Nizozemsko (NED)     | 0     | 0       | 2     | 2       |